# Processus maxillaire du cornet nasal inférieur

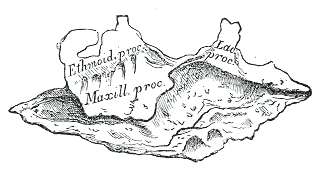
Représentation de la surface latérale du processus maxillaire du cornet nasal inférieur

Le processus maxillaire du cornet nasal inférieur (ou apophyse auriculaire du cornet inférieur ou apophyse maxillaire du cornet inférieur) est une fine lame osseuse naissant à la portion moyenne du bord supérieur du cornet nasal inférieur, à la base du processus ethmoïdal.
Il se courbe vers le bas et latéralement en obturant une partie du hiatus maxillaire et s'articule avec le maxillaire. Il fait partie de la paroi médiale du sinus maxillaire. Son bord postérieur s'articule avec le processus maxillaire de l'os palatin.